# Crocidolomia pavonana
Crocidolomia pavonana is een vlinder uit de familie grasmotten (Crambidae). De wetenschappelijke naam van deze soort is voor het eerst gepubliceerd in 1794 door Johan Christian Fabricius.
De soort komt voor in het Afrotropisch gebied, het Oriëntaals gebied, het Australaziatisch gebied en in Japan.